# Utagawa Kunimasa
Utagawa Kunimasa (歌川 国政?) (1773-1810) fue un pintor japonés de la escuela Utagawa, discípulo de Utagawa Toyokuni. 

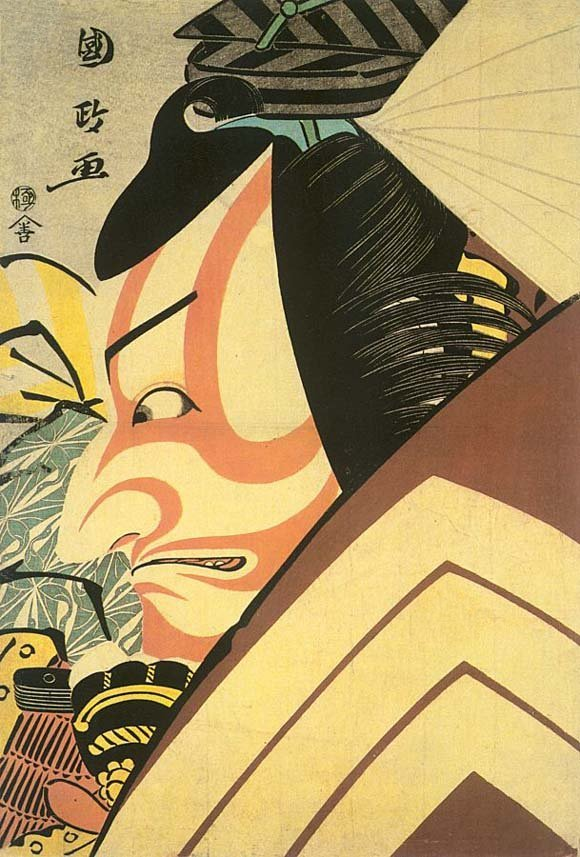
Ichikawa Ebizō en el papel de shibaraku, 1796.

De profesión tintorero, posteriormente se pasó a la pintura. Se especializó en el género de actores (yakusha-e), donde aglutinó las enseñanzas de su maestro, principalmente en el decorativismo, con la intensidad emotiva de Tōshūsai Sharaku.